# Mheer (Belgique)
Mheer (en néerlandais : Meer) est un village de Falle-et-Mheer, qui fait partie de la commune de Riemst.
Plus apparaît d'abord dans un acte de cadeau de 959, comme Mheer. Le droit de patronage de l'église de Mheer a ensuite été accordé au Chapitre Saint-Martin de Liège.
À l'époque féodale, Mheer, avec Bolré, a formé la seigneurie de Mheer et Bolré (en néerlandais : Meer en Bolder), dont le siège était à Bolré.
En 1796, cette seigneurie a été dissoute et divisée en Bolré, qui a été ajouté à la commune de Sichem-Sussen-Bolré, et Mheer, qui a abouti dans la municipalité de Falle-et-Mheer.
La chapelle Saint-Séverin située à Falle. C'était une église de quartier de la paroisse de Millen, mais elle est devenue une paroisse indépendante au début du XIXe siècle, avant d'être fusionnée à la paroisse de Falle en 1898.
En 1856, un monastère a été construit par les Sœurs de la Charité à l'église Saint-Séverin de l'époque. Elles y sont restés jusqu'en 196. Le monastère a ensuite été acheté par la paroisse de Falle-et-Mheer, mais revendu à des particuliers. L'église, cependant, est restée un lieu de culte, mais comme une chapelle et plus une église.

## Villages à proximité
Falle, Riemst, Herderen, Millen